# Zuiryū-ji (Takaoka)

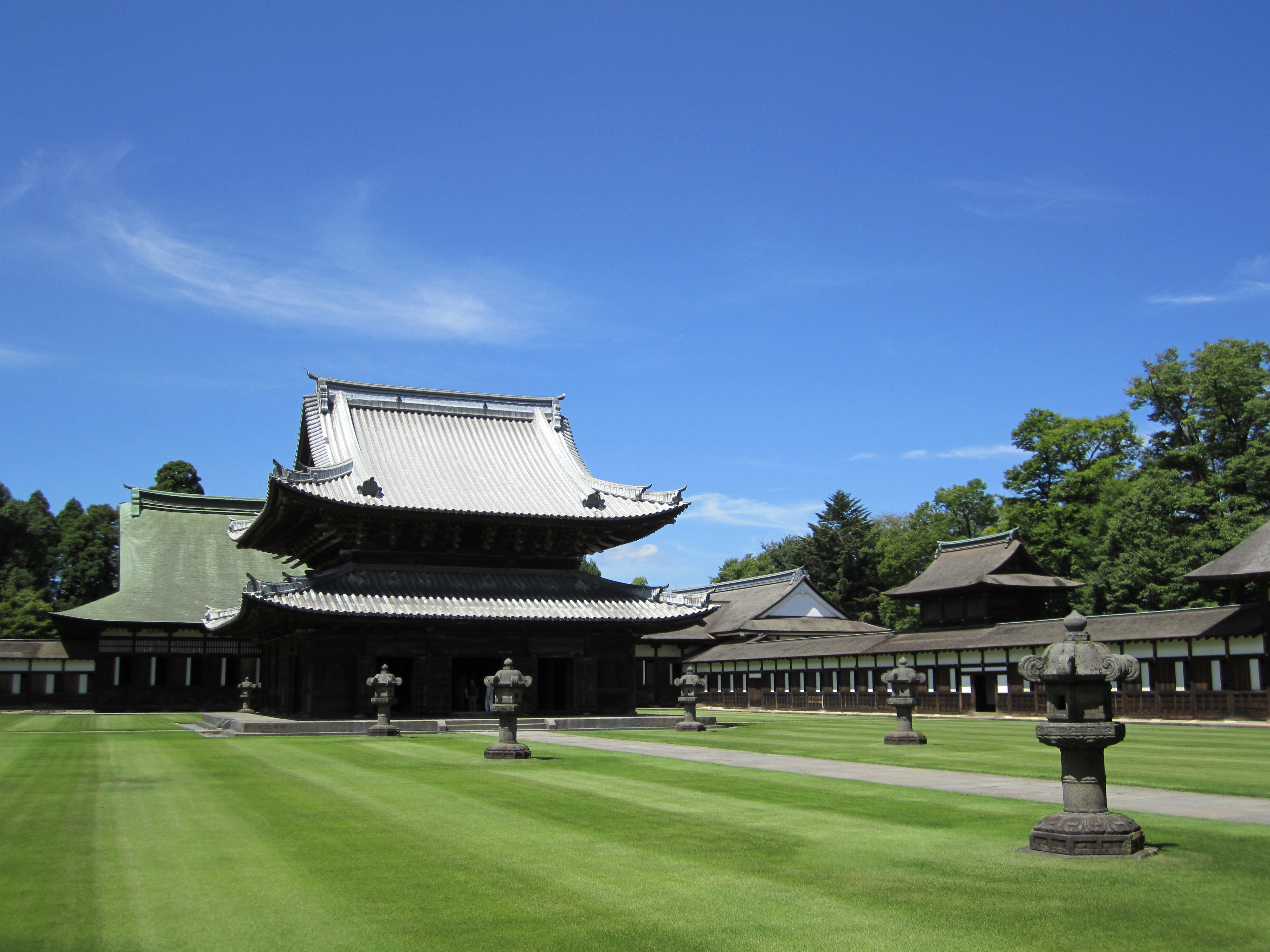
Zuiryū-ji, vorne Buddha-Halle

Der Zuiryū-ji (japanisch 瑞龍寺) ist ein buddhistischer Tempel in der Stadt Takaoka, Präfektur Toyama. Der Tempel gehört zur Sōtō-Richtung des Buddhismus.

## Geschichte
Der zweite Fürst des Kaga-han, Maeda Toshinaga (1562–1614), der sich nach Takaoka zurückgezogen hatte, ließ den Tempel erbauen, der 1613 unter dem Namen Hōen-ji (法円寺) fertiggestellt wurde. Nach Toshinagas Tod 1614 wurde der Tempel nach dessen posthumen Namen Zuiryū-in (瑞龍院) in Zuiryū-ji umbenannt. Der dritte Fürst, der jüngere Bruder Toshinagas, ließ zum Gedenken an Toshinaga im Jahr 1645 den Tempel erweitern. Dabei übernahm die Bauaufsicht der Hofbaumeister Yamagami Zen’emon Yoshihiro (山上善右衛門嘉広), der die Erweiterungen bis zum 50. Gedenken 1663 fertigstellte. Die damalige Tempelanlage war 118.800 m² groß und war – ähnlich wie eine Burg – von zwei aufeinander folgenden Gräben umgeben.

## Die Anlage

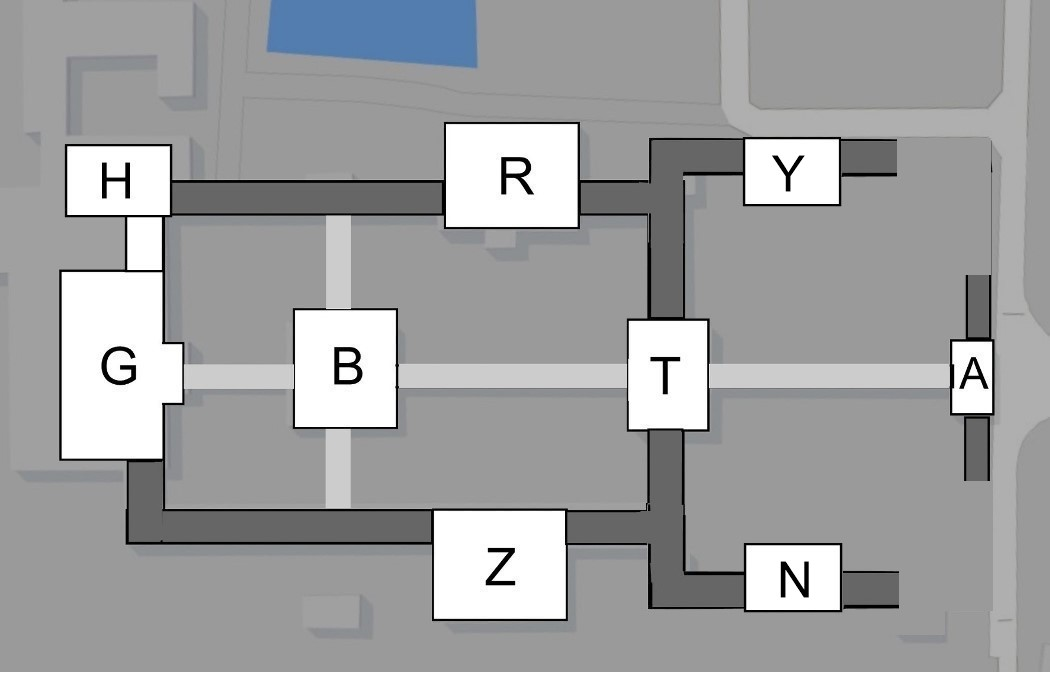
Plan des Tempels

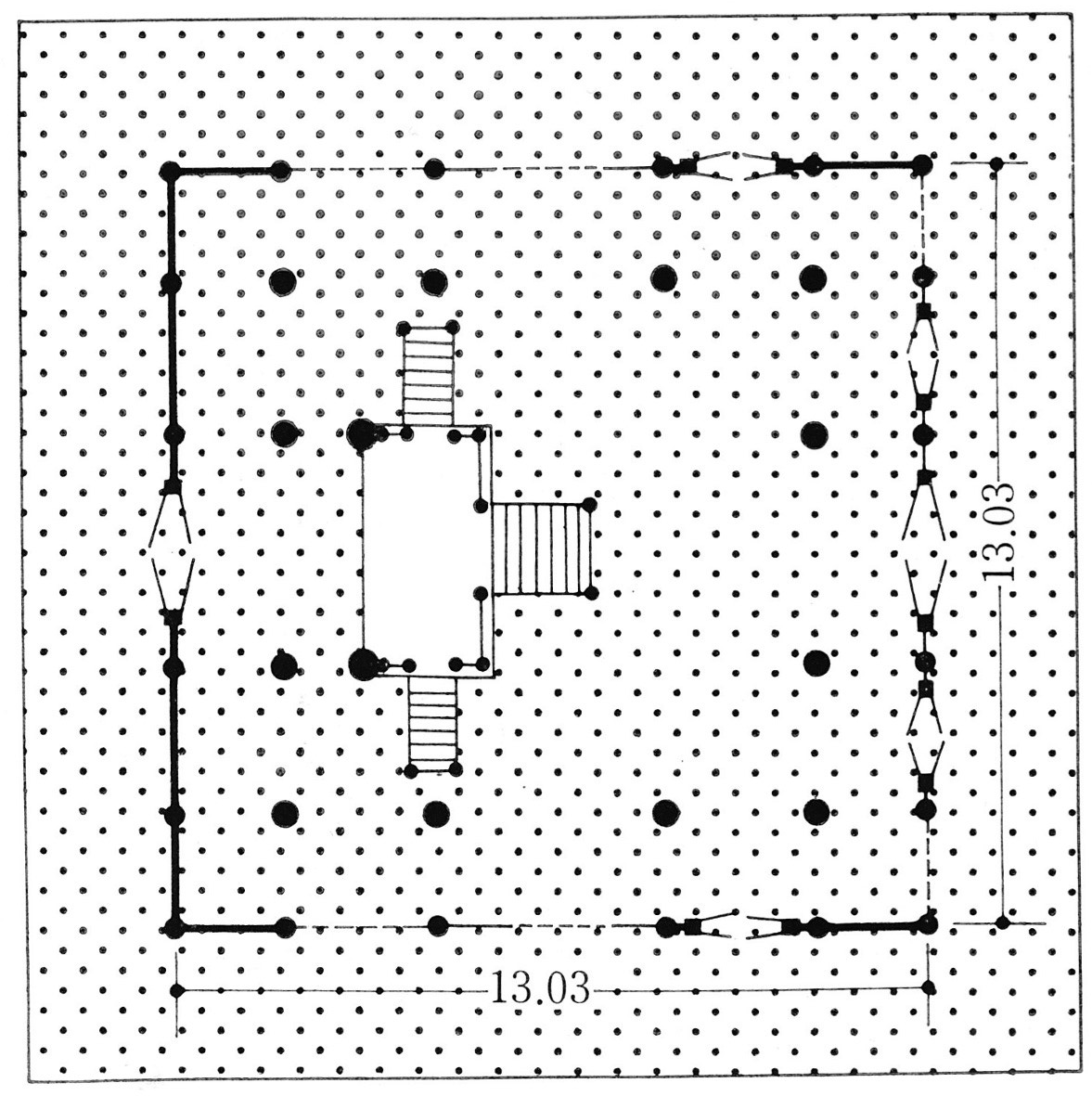
Buddha-Halle

Das Garan (伽藍), also die Tempelanlage folgt zeitgemäß dem Zen-Stil und lehnt sich an den Zen-Tempel Jingshanshou-si (chinesisch 径山寿寺) in Hangzhou an.　
- Das Äußere Tor (総門, sōmon; A) vor der eigentlichen Anlage besitzt ein Walmdach, das mit Lagen von dünnen Schindeln (杮葺き, kokera-buki) gedeckt ist. Das Tor trägt das Wappen der Maeda, die Pflaumenblüte, und ist mit Löwen an beiden Enden geschmückt, ein gutes Beispiel für die Ausschmückung in der Momoyama- beziehungsweise frühen Edo-Zeit.[2]
- Das Tempeltor (山門, sammon; T) wurde 1645 gebaut, ging aber 1746 durch einen Brand verloren. Es wurde dann erst ab 1814 von Yamagami Zen’emon Yoshihiro wieder errichtet und bis 1818 fertiggestellt.
- Die Buddha-Halle (仏殿; butsuden; B) steht im Zentrum des von einem Umgang umgebenen Zen-Tempels. Sie ist aus Ulmenholz mit den Abmessungen 13 × 13 m erbaut. Der mit Blei überzogene Frist glänzt hell, das Innere ist eine Mischform aus sogenannten japanischen und indischen Stil mit gutem Schnitzwerk. Ein Meisterwerk Yamagamis.[1]
- Die Gebetshalle (法堂, hattō; G), in der die Andachten stattfinden, stammt aus dem Jahr 1655. Das Gebäude besitzt ein Walmdach, das mit Kupferplatten gedeckt ist. Das Gebäude besitzt sechs Räume und einen Umgang, dessen Wände vergoldet sind. Die Decke des Saales in der Mitte ist von Kanō Yasunobu mit Blumen ausgemalt. Am hinteren Ende des Saales befindet sich in der mittleren Nische eine Stele zur Erinnerung an Maeda Toshinaga. Die rechte Nische wird von einem Empfangsraum der Maeda eingenommen, die linke Nische ist ein Ruheraum für Priester und war es für die höheren Vasallen der Maeda.[2]
- Das Große Refektorium (大庫裏, daikuri; R),
- das Zen-Gebäude (禅堂, zen-dō; Z) und
- das Große Teehaus (大茶堂, dai-chadō) sind jeweils in den Umgang integriert und vervollständigen die Anlage.

Im vorderen (östlichen) Bereich sind in den letzten Jahren folgende Gebäude erneuert worden:
- das Badehaus (浴室, yokushitsu, Y) und
- das Toilettenhaus (七間浄頭, shichiken chinjū, N).[A 1]

Das Äußere Tor, die Zen-Gebäude, das Große Teehaus, die Umgänge sind alle als Wichtiges Kulturgut Japans registriert. 1997 wurden die Buddha-Halle, die Gebetshalle und das Haupttor zum Nationalschatz erklärt. – Der Tempel besitzt ein Daruma-Gemälde von Sesshū, eine Kannon von Kanō Tan’yū und andere Gemälde.